# Frantsila kyrka

Frantsila kyrka är en evangelisk-luthersk kyrkobyggnad i Siikalatva kommun, Finland. Den är församlingens andra kyrkobyggnad. Den korsformade  kyrkan stod färdig  1785 och då var Frantsila ännu ett kapell under Siikajoki socken. Församlingen blev självständig år 1873. Idag tillhör kyrkan Siikalatva församling. Byggmästaren Simon Silvén ritade kyrkan. Den första kyrkan byggdes 1671. Klockstaplen är indelad i tre avsatser. Den flyttades från den gamla kyrkan 1785 och vapenhuset flyttades 1788. Det används ännu som bårhus. Tidigare kom man in på kyrkogården endast via klockstapeln.
Kyrkan har invändigt målats av Michael Toppelius. Altartavlan är en triptyk också utförd av Toppelius. Den mellersta tavlan föreställer Jesus på korset, den vänstra Getsemane och den högra Jesu uppståndelse. Predikstolen  har gjorts av snickaren Johan Amström 1794 och målades också av Toppelius med bilder av Kristus, Jungfru Maria och evangelisterna. På väggen bakom ledstången målade han också Adam, Eva, Aron och Mose. Kyrkan har en orgel med 15 stämmor byggd av Kangasala orgelfabrik 1966.
Kyrkans tidigare fattiggubbe är med sina 198 centimeter en av Finlands största. Snickaren Juho Jääskelä snidade den 1860. Fattiggubben finns numera på Norra Österbottens museum i Uleåborg. Byborna ville få tillbaka sin fattiggubbe men museet återbördade inte gubben. Därför beslöt man att skaffa en ny fattiggubbe av bildkonstnär Toni Iskulehto från Limingo. Gubben blev över två meter hög, och placerades vid kyrkan den 15 juli 2012.